# Cupa României 2000-2001
Ediția 2000-2001 a fost a 63-a ediție a Cupei României la fotbal. A fost câștigată de Dinamo București, care a învins-o în finală pe Rocar București.

## Desfășurare
În șaisprezecimi au participat 32 de echipe, fază în care intrau și echipele din Divizia A. În faza optimior și a sferturilor meciurile s-au jucat pe teren neutru. Dacă după 90 de minute scorul era egal se jucau două reprize de prelungiri a câte 15 minute. Dacă după prelungiri scorul era tot egal, se aplica regula golului de aur.

## Șaisprezecimi
| Data              | Echipă gazdă                 |   | Echipă oaspete    | Rezultat |
| ----------------- | ---------------------------- | - | ----------------- | -------- |
| 6 septembrie 2000 | F.C. Baia Mare               | – | Gaz Metan         | 1:0      |
|                   | Dacia Unirea Brăila          | – | Rocar             | 1:2 GA   |
|                   | CS Metrom Brașov             | – | Astra Ploiești    | 2:1 GA   |
|                   | Sportul Studențesc           | – | FC Brașov         | 1:0      |
|                   | Extensiv Craiova             | – | Dinamo București  | 0:3      |
|                   | AS Curtea de Argeș           | – | FCU Craiova       | 0:3      |
|                   | Metalul Filipeștii de Pădure | – | Oțelul Galați     | 0:2      |
|                   | Dunărea Galați               | – | Foresta Fălticeni | 1:2 GA   |
|                   | Olimpia Gherla               | – | Steaua București  | 0:4      |
|                   | Medgidia⁠(d)                  | – | FC Național       | 2:3      |
|                   | Jiul Petroșani               | – | Rapid București   | 0:4      |
|                   | Râmnicu Vâlcea               | – | Argeș Pitești     | 0:2      |
|                   | CSM Reșița                   | – | Ceahlăul          | 1:3      |
|                   | FC’97 Sfântu Gheorghe        | – | FCM Bacău         | 0:1      |
|                   | Victoria Someșeni            | – | Petrolul Ploiești | 2:5      |
|                   | Pandurii                     | – | Gloria Bistrița   | 1:2      |

## Optimi
| Dată             | Oraș       | Gazdă              |   | Oaspete           | Rezultat |
| ---------------- | ---------- | ------------------ | - | ----------------- | -------- |
| 7 noiembrie 2000 | Brăila     | Petrolul Ploiești  | – | FCM Bacău         | 2:1      |
| 8 noiembrie 2000 | Baia Mare  | F.C. Baia Mare     | – | Rapid București   | 0:1      |
|                  | Brașov     | Oțelul Galați      | – | Gloria Bistrița   | 2:1      |
|                  | Buzău      | Steaua București   | – | Foresta Fălticeni | 2:1      |
|                  | Focșani    | Rocar              | – | Ceahlăul          | 2:0      |
|                  | Pitești    | Dinamo București   | – | FCU Craiova       | 3:2      |
|                  | Plopeni    | FC Național        | – | CS Metrom Brașov  | 1:0      |
|                  | Târgoviște | Sportul Studențesc | – | Argeș Pitești     | 4:2      |

## Sferturi
| Dată              | Oraș      | Gazdă              |   | Oaspete          | Rezultat   |
| ----------------- | --------- | ------------------ | - | ---------------- | ---------- |
| 29 noiembrie 2000 | București | Rocar              | – | FC Național      | 1:0        |
|                   | Buzău     | Sportul Studențesc | – | Oțelul Galați    | 4:3 (pen.) |
|                   | Pitești   | Petrolul Ploiești  | – | Steaua București | 1:0 GA     |
| 30. November 2000 | București | Dinamo București   | – | Rapid București  | 2:1        |

## Semifinalele
Turul s-a jucat pe 4 aprilie 2001, iar returul pe 2 mai 2001.
| Gazdă              | Scor | Oaspete           | Tur | Retur |
| ------------------ | ---- | ----------------- | --- | ----- |
| Sportul Studențesc | 3:5  | Dinamo București  | 2:2 | 1:3   |
| Rocar              | 4:1  | Petrolul Ploiești | 3:0 | 1:1   |

## Finala
| 16 iunie 2001 21:30 | Dinamo București                                      | 4 – 2 | Rocar                               | Stadionul Național, București Spectatori: 26.000 Arbitru: Urs Meier (Elveția) |
| 16 iunie 2001 21:30 | 6', 72' Adrian Mihalcea 55', 68' (pen) Marius Niculae |       | Cristian Ursu 9' Marius Nicolae 30' | Stadionul Național, București Spectatori: 26.000 Arbitru: Urs Meier (Elveția) |

| DINAMO BUCUREȘTI: |                  |     |
|                   |                  |     |
| P                 | Florin Prunea    |     |
| F                 | Valentin Năstase |     |
| F                 | Gheorghe Mihali  |     |
| F                 | Bogdan Onuț      |     |
| M                 | Giani Kiriță     |     |
| M                 | Ioan Lupescu     | (c) |
| M                 | Iosif Tâlvan     |     |
| M                 | Mugur Bolohan    |     |
| M                 | Iulian Tameș     | 87' |
| A                 | Adrian Mihalcea  | 82' |
| A                 | Marius Niculae   | 90' |
| Înlocuiri:        |                  |     |
| M                 | Claudiu Drăgan   | 82' |
| A                 | Ionuț Badea      | 87' |
| A                 | Ianis Zicu       | 90' |
| Antrenor:         |                  |     |
| Cornel Dinu       |                  |     |

| AS ROCAR BUCUREȘTI: |                     |     |
|                     |                     |     |
| P                   | Florentin Rădulescu |     |
| F                   | Ionuț Voicu         | 63' |
| F                   | Andrei Zanc         |     |
| F                   | Cornel Cristescu    |     |
| M                   | Ion Nemțanu         |     |
| M                   | Cristian Ursu       |     |
| M                   | Marius Șuleap       |     |
| M                   | Romulus Buia        | (c) |
| M                   | Dan Alexa           |     |
| A                   | Petruș Manta        | 61' |
| A                   | Marius Nicolae      | 80' |
| Înlocuiri:          |                     |     |
| F                   | Irinel Voicu        | 43' |
| A                   | Victoraș Iacob      | 61' |
| A                   | Bogdan Vrăjitoarea  | 80' |
| Antrenor:           |                     |     |
| Dumitru Dumitriu    |                     |     |